# Chonburi Stadium
Das Chonburi Stadium (Thai ชลบุรีสเตเดียม หรือ สนาม อบจ. ชลบุรี), seit Beginn der Saison 2024/25 aus Sponsorengründen auch als Chonburi Daikin Stadium bekannt, ist ein Fußballstadion mit Leichtathletikanlage in der thailändischen Stadt Chonburi in der gleichnamigen Provinz. Es ist das Heimspielstätte des Erstligisten Chonburi FC. Die Anlage hat ein Fassungsvermögen von 8680 Zuschauern. Der Eigentümer ist die Chon Buri Provincial Administration Organization. Betrieben wird das Stadion vom Chonburi FC.

## Stadionname
- 2023/24 Chonburi UTA Stadium
- 2024/25 Chonburi Daikin Stadium

## Nutzer des Stadions
| Verein         | Zeitraum der Nutzung     |
| -------------- | ------------------------ |
| Chonburi FC    | 2007 bis 2008, seit 2011 |
| Pattaya United | 2008                     |

## Galerie

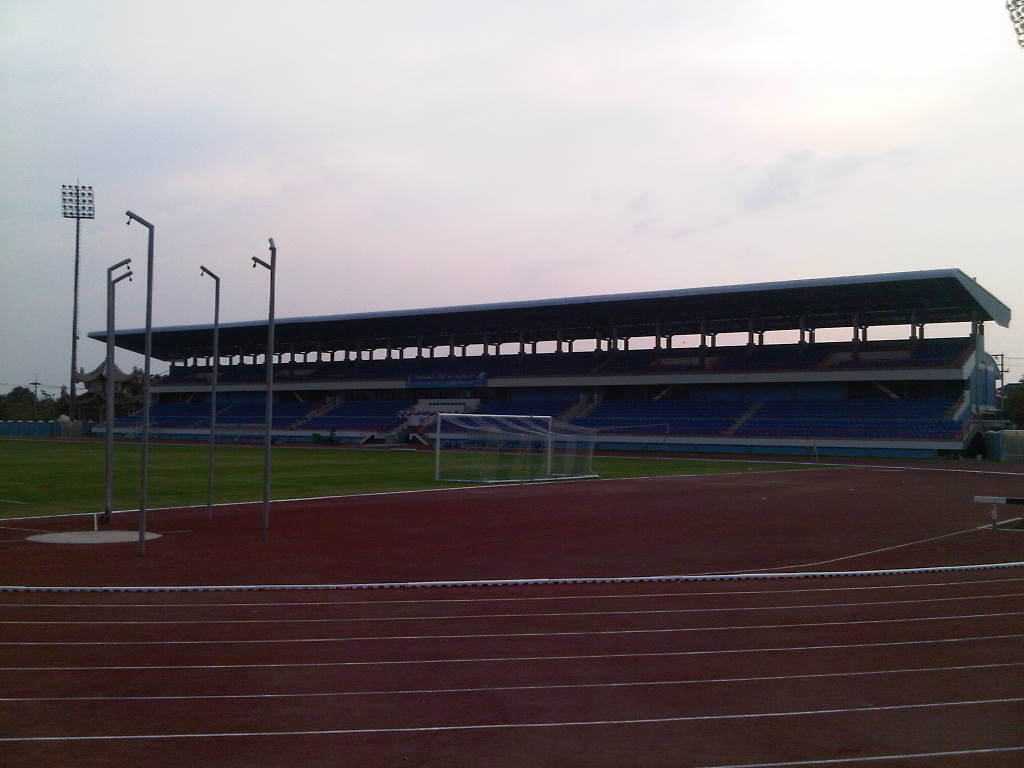
Tribüne des Stadions